# Sofiya Velikaya
Sofiya Velikaya   (Almati, 8 de juny de 1985) és una esgrimidora russa especialitzada en la modalitat de sabre. Ha participat en 4 Jocs Olímpics, guanyant 2 medalles d'or en sabre per equips i 3 medalles de plata consecutives en la prova individual. En els Jocs Olímpics de Tòquio 2020, Velikaya fou l'abanderada de l'equip rus, que per segona edició consecutiva va competir sota la bandera olímpica, degut a la suspensió del Comitè Olímpic Rus pels casos de dopatge planificat del què van ser acusats. Després de guanyar la medalla d'or en la prova de Sabre per equips de Rio 2016, Velikaya el va dedicar "als atletes russos que van ser prohibits a les Olímpiades".
L'atleta russa és una de les millors esgrimidores de sabre de la història, amb 16 medalles en els Campionats del Món i 23 en els Campionats d'Europa.
Sofiya Velikaya va néixer a la ciutat d'Almati que actualment pertany al Kazakhstan, tot i que amb 15 anys es va traslladar a Moscou, on hi viu actualment amb el seu marit i els seus dos fills. És capitana de les Forces Armades de Rússia i cap de la Comissió d'Atletes russos.
L'any 2015 va ser nomenada millor atleta russa i el 2016 li van concedir l'Ordre de l'Honor de Rússia per les medalles aconseguides als Jocs Olímpics.
Velikaya va assegurar que no aniria als Jocs Olímpics de París 2024 si no es permet que els atletes russos ho tornin a fer sota la bandera i l'himne del seu país. Actualment els atletes russos, no poden participar en moltes de les disciplines olímpiques, a causa de les sancions internacionals per la invasió russa d'Ucraïna de 2022. Tot i així, la Federació Internacional d'Esgrima (FIE), va aprovar el 10 de març de 2023, per 85 vots a favor i 51 en contra, que els esgrimistes de Rússia i Belarús, poguessin tornar a competir internacionalment a partir de la segona quinzena d'abril i així poder optar a classificar-se pels Jocs Olímpics de 2024.

## Trajectòria professional
| Jocs Olímpics      | Jocs Olímpics   | Jocs Olímpics | Jocs Olímpics    |
| Any                | Seu             | Posició       | Prova            |
| ------------------ | --------------- | ------------- | ---------------- |
| 2008               | Pequín          | 4a posició    | Sabre individual |
| 2008               | Pequín          | 5a posició    | Sabre per equips |
| 2012               | Londres         | 2             | Sabre individual |
| 2016               | Rio de Janeiro  | 2             | Sabre individual |
| 2016               | Rio de Janeiro  | 1             | Sabre per equips |
| 2020               | Tòquio          | 2             | Sabre individual |
| 2020               | Tòquio          | 1             | Sabre per equips |
| Campionat del Món  |                 |               |                  |
| 2003               | L'Havana        | 26a posició   | Sabre individual |
| 2004               | Nova York       | 1             | Sabre per equips |
| 2005               | Leipzig         | 2             | Sabre individual |
| 2005               | Leipzig         | 2             | Sabre per equips |
| 2006               | Torí            | 9a posició    | Sabre individual |
| 2006               | Torí            | 3             | Sabre per equips |
| 2007               | Sant Petersburg | 7a posició    | Sabre individual |
| 2007               | Sant Petersburg | 3             | Sabre per equips |
| 2009               | Antalya         | 5a posició    | Sabre individual |
| 2009               | Antalya         | 4a posició    | Sabre per equips |
| 2010               | París           | 3             | Sabre individual |
| 2010               | París           | 1             | Sabre per equips |
| 2011               | Catània         | 1             | Sabre individual |
| 2011               | Catània         | 1             | Sabre per equips |
| 2012               | Kiev            | 1             | Sabre per equips |
| 2014               | Kazan           | 8a posició    | Sabre individual |
| 2014               | Kazan           | 5a posició    | Sabre per equips |
| 2015               | Moscou          | 1             | Sabre individual |
| 2015               | Moscou          | 1             | Sabre per equips |
| 2018               | Wuxi            | 2             | Sabre individual |
| 2018               | Wuxi            | 2             | Sabre per equips |
| 2019               | Budapest        | 2             | Sabre individual |
| 2019               | Budapest        | 1             | Sabre per equips |
| Campionat d'Europa |                 |               |                  |
| 2003               | Bourges         | 1             | Sabre per equips |
| 2004               | Copenhaguen     | 5a posició    | Sabre individual |
| 2004               | Copenhaguen     | 1             | Sabre per equips |
| 2005               | Zalaegerszeg    | 2             | Sabre individual |
| 2005               | Zalaegerszeg    | 2             | Sabre per equips |
| 2006               | Esmirna         | 1             | Sabre individual |
| 2006               | Esmirna         | 1             | Sabre individual |
| 2007               | Gant            | 2             | Sabre individual |
| 2007               | Gant            | 3             | Sabre per equips |
| 2008               | Kiev            | 1             | Sabre individual |
| 2008               | Kiev            | 5a posició    | Sabre per equips |
| 2009               | Plòvdiv         | 2             | Sabre per equips |
| 2010               | Leipzig         | 2             | Sabre individual |
| 2010               | Leipzig         | 2             | Sabre per equips |
| 2011               | Sheffield       | 3             | Sabre per equips |
| 2012               | Legnano         | 13a posició   | Sabre individual |
| 2012               | Legnano         | 1             | Sabre per equips |
| 2014               | Estrasburg      | 20a posició   | Sabre individual |
| 2014               | Estrasburg      | 1             | Sabre per equips |
| 2015               | Montreux        | 1             | Sabre individual |
| 2015               | Montreux        | 1             | Sabre per equips |
| 2016               | Torun           | 1             | Sabre individual |
| 2016               | Torun           | 1             | Sabre per equips |
| 2018               | Novi Sad        | 1             | Sabre individual |
| 2018               | Novi Sad        | 1             | Sabre per equips |
| 2019               | Düsseldorf      | 3             | Sabre individual |
| 2019               | Düsseldorf      | 1             | Sabre per equips |